# Шереметли
Шереметли или Шереметлија (грч. Φανάρι, Фанари) је насељено место у општини Кукуш у периферији Средишња Македонија, Грчка. Према попису из 2021. године било је 48 становника.
Према бугарском географу и историчару, Василу Канчову, у Шереметлију је 1900. године живело 40 Словена хришћана и 100 Рома. Током Другог балканског рата грчка војска је запалила село а становништво је протерано. Село је 1920. године имало 57 житеља, који су били грчке избеглице из Тракије. Касније је насељено још грчких избеглица из Понта. На попису из 1940. године Шереметли је имао 332 становника.